# Poecilominettia quadrata
Poecilominettia quadrata är en tvåvingeart som först beskrevs av Malloch 1928.  Poecilominettia quadrata ingår i släktet Poecilominettia och familjen lövflugor.
Artens utbredningsområde är Guatemala. Inga underarter finns listade i Catalogue of Life.